# Ґрабіни (Ліпновський повіт)
Ґрабіни (пол. Grabiny, нім. Grauendorf) — село в Польщі, у гміні Ліпно Ліпновського повіту Куявсько-Поморського воєводства.
Населення — 212 осіб (2011).
У 1975-1998 роках село належало до Влоцлавського воєводства.

## Демографія
Демографічна структура станом на 31 березня 2011 року:
|          | Загалом | Допрацездатний вік | Працездатний вік | Постпрацездатний вік |
| -------- | ------- | ------------------ | ---------------- | -------------------- |
| Чоловіки | 110     | 28                 | 73               | 9                    |
| Жінки    | 102     | 30                 | 54               | 18                   |
| Разом    | 212     | 58                 | 127              | 27                   |